# وعد (مغنية)
وعد أو حنان بكر يونس (16 أغسطس 1971 -)، مغنية و‌ممثلة سعودية. بالعاشرة من عمرها إستطاعت أن تكن أول ممثلة سينمائية سعودية وذلك بمشاركتها في أول فيلم سينمائي سعودي «موعد مع المجهول» وكانت الأنثى السعودية الوحيدة فيه.

## حياتها
شاركت بطفولتها بالتمثيل في أول فيلم سينمائي سعودي «موعد مع المجهول» بعام 1981، بدأت في مسيرتها معتمدة على موهبتها الفنية وقدراتها الصوتية التي أشاد بها المتابعون والنقاد، فتمكّنت من إيصال رسالتها الفنية إلى جمهور الذي أحب صوتها حتى أصبحت واحدة من أبرز الفنانات في دول الخليج العربي تميّزت بإنجازات فنيّة عديدة، حيث قدّمت عدد من الأغاني بمختلف اللهجات العربية مثل المصرية واللبنانيّة والعراقية والخليجية والمغربية، ومن أبرز ألبوماتها "جنون" و"وجهة نظر" و"يا أحلاهم"، والتي صورت بعض أغانيها على طريقة الفيديو كليب ،كما اقتحمت مجال الأزياء والموضة حيث طرحت مجموعة من الأزياء تحمل اسم "وعد لاين”

## حياتها الأسرية
هي من عائلة فنية كبيرة والدها الإعلامي بكر يونس الذي يلقب بمذيع الملك، بينما والدتها عراقية. شقيقاتها الممثلة سناء بكر يونس والإعلاميات وفاء وفاطمة ودنيا بكر يونس.
تزوجت من شخص لبناني إلا أنها انفصلت عنه بعد إنجاب ابنتهما «حسناء».

## أعمالها

### الألبومات[5]
| الألبوم   | العام | المنتج       |
| --------- | ----- | ------------ |
| وعد 2020  | 2020  | روتانا       |
| يا أحلاهم | 2007  | التكامل      |
| وجهة نظر  | 2002  | فنون الجزيرة |
| جنون      | 2001  | فنون الجزيرة |

## أغاني مصورة
| الأغنية       | المخرج          | العام |
| ------------- | --------------- | ----- |
| جنون          |                 | 2001  |
| ماني لعبة     | رندة علم        | 2005  |
| مع قلبي       |                 | 2004  |
| أوه منك       |                 | 2004  |
| يا أحلاهم     | هاني خشفة       | 2007  |
| على مين       | طوني قهوجي      | 2007  |
| إبعد عني      | هاني خشفة       | 2008  |
| تركتك         | زياد البرازي    | 2008  |
| هذا اللي باقي | روي شكري        | 2010  |
| بحبك جدا      |                 | 2013  |
| بعض الناس     | وعد             | 2013  |
| مع نفسك       | وعد             | 2014  |
| بالعربي       | وعد             | 2014  |
| أدلع عليك     | يوسف عبد الرحمن | 2021  |
| أحبك أكثر     | يوسف عبد الرحمن | 2021  |
| مصطفى عامر    | 2023            |       |

### في التمثيل
| سنة الإنتاج | اسم العمل       | نوعه  | الشخصية |
| ----------- | --------------- | ----- | ------- |
| 1981        | موعد مع المجهول | فيلم  | بدرية   |
| 2016        | سيلفي 2         | مسلسل |         |
| 2017        | سيلفي 3         | مسلسل |         |
| 2018        | عوض أبا عن جد   | مسلسل |         |
| 2021        | خارج السيطرة    | مسلسل | سارة    |

### تقديم البرامج
| سنة الإنتاج | البرنامج    | عرض على     |
| ----------- | ----------- | ----------- |
| 2009        | ليالي السمر | قناة أبوظبي |
| 2021        | الوعد       | SBC         |
| 2022        | عالوعد 2    | SBC.        |

### مشاركتها كعضو لجنة تحكيم
عام 2018 شاركت في لجنة تحكيم برنامج “نجم السعودية”، التي ضمت الفنان عبادي الجوهر، والملحن ممدوح سيف
.